# بان جونسون
بايرون بانكروفت «بان» جونسون (بالإنجليزية: Byron Bancroft "Ban" Johnson) (في الفترة من 5 يناير 1865 حتى 28 مارس 1931)، كان مسئولاً تنفيذيًا أمريكيًا في لعبة البيسبول للمحترفين فهو مؤسس الدوري الأمريكي (AL) وأول رئيس له.
طور جونسون الدوري الأمريكي المنبثق عن دوري الدرجة الثانية الدوري الغربي إلى بديل «نظيف» لـ الدوري الوطني، الذي تدنى مستواه بسبب أجواء العنف المتقلبة التي عصفت به. وجاء دعم جونسون لحكام الدوري الجديد سعيًا منه إلى تحقيق مناخ أكثر انضباطًا لهذه اللعبة  والتي ضمت إلى صفوفها مؤخرًا بيلي إيفانز (Billy Evans) الذي تم إدراج اسمه في قاعة المشاهير مؤخرًا.
بمساعدة مالكي الدوري ومديريه مثل تشارلز كومسكي (Charles Comiskey) وتشارلز سومرز (Charles Somers) وجيمي ماكلير (Jimmy McAleer)، تمكن جونسون من استقطاب أفضل المواهب إلى الدوري الأمريكي الذي سرعان ما أصبح ينافس الدوري الوطني الأكثر شهرة ورسوخًا. وقد كان جونسون يسيطر على مقاليد الأمور في الدوري الأمريكي حتى منتصف عشرينيات القرن العشرين، عندما أدى تفاقم الخلاف العلني مع كنساو ماونتين لانديس (Kenesaw Mountain Landis)، مفوض دوري البيسبول، إلى تقديم استقالته الجبرية من رئاسة الدوري.

## الدوري الغربي
بدأ جونسون - الذي ولد في نورواك، أوهايو - في دراسة القانون في كلية مارييتا (Marietta College) رغم أنه لم يحصل على شهادة منها. ثم أصبح بعد ذلك محررًا رياضيًا في إحدى الصحف في سينسيناتي. وفي هذه الأثناء، كان جونسون على علاقة وطيدة بـ تشارلز كوميسكي الذي أصبح فيما بعد مديرًا لفريق سينسيناتي ريدز. وبعد إلحاح من كوميسكي وجون توملينسون برش مالك فريق ريدز، انتُخب جونسون رئيسًا للدوري الغربي - وهو دوري الدرجة الثانية المتعثر - في أثناء جلسة إعادة هيكلة عُقدت في 1893.
لقد انتقد جونسون ما يشوب الدوري الوطني من أجواء صاخبة من شأنها أن تنفر العائلات والنساء. ثم شرع في محاولة لاجتذاب النساء والعائلات إلى لعبة البيسبول. وعلى عكس العرف السائد في ذلك الوقت، دعم جونسون الحكّام دعمًا كاملاً ولم يتوانَ في معاقبة اللاعبين أو المديرين الذين لا يبدون الاحترام اللائق. وكان يغرّم اللاعبين ويوقفهم إذا ما تلفظوا بألفاظ نابية على أرض الملعب. وسرعان ما اشتهر الدوري الغربي ليس فقط لأنه أقوى دوري درجة ثانية فحسب، ولكن لأنه أدير بكفاءة تفوق جميع مسابقات البيسبول.

## تشكيل الدوري الأمريكي

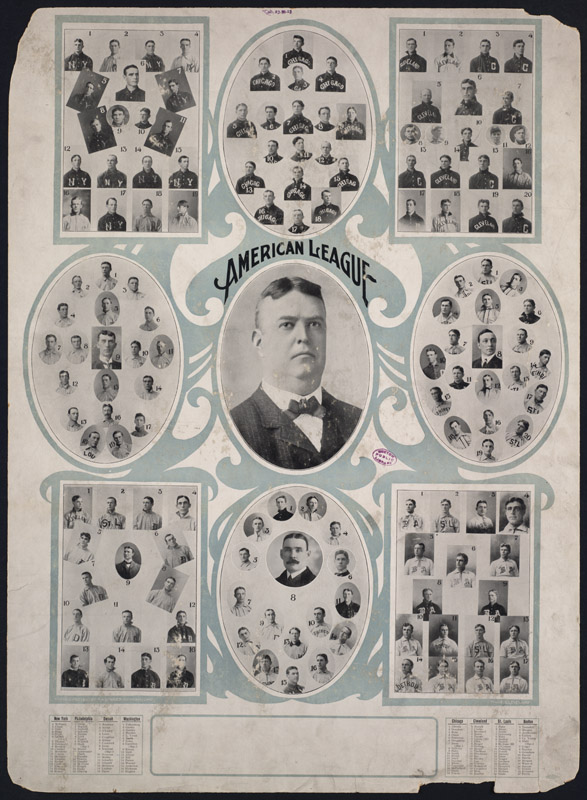
بان جونسون (في المنتصف) محاط بلوحات منفردة للفرق الثماني في الدوري الأمريكي

بالرغم من كل ما سبق، كان جون يخطط لما هو أبعد من ذلك - دوري آخر من الدرجة الأولى. وبمساعدة من كوميسكي الذي اشترى نادي سايوكس سيتي (Sioux City) ونقله إلى سانت بول في 1894 بعد أن ترك فريق ريدز، بدأ جونسون خطة توسع طموحة. ووجد ضالته بعد موسم 1899 حين استبعد الدوري الوطني فرقًا في بالتيمور وكليفلاند
ولويسفيل وواشنطن العاصمة ونقل جونسون فريق غراند رابيدز إلى كليفلاند حيث شكلوا في النهاية فريق إنديانز. ثم أقنع كوميسكي بنقل مقر فريقه (سانت بول) إلى شيكاغو حتى أُطلق عليهم في النهاية وايت سوكس. وكان ذلك الانتقال بمباركة من الدوري الوطني الذي نظر إلى فريق كوميسكي كوسيلة للقضاء على أي محاولة لإعادة إحياء الرابطة الأمريكية. وفي موسم عام 1900، تغير اسم الدوري الغربي ليصبح الدوري الأمريكي، رغم أنه كان لا يزال دوري درجة ثانية.
ولم يحقق موسم عام 1900 نجاحًا باهرًا، وامتد عقد جونسون لعشر سنوات إضافية. وفي أكتوبر، سحب الدوري الأمريكي من الاتفاق الوطني (التفاهم الرسمي بين الدوري الوطني ودوريات الدرجة الثانية). ثم كانت الخطوة الأخيرة في 28 يناير 1901 عندما أعلن أن الدوري الأمريكي دوري من الدرجة الأولى. ثم كون فرقًا في بالتيمور وبوسطن وفيلادلفيا وواشنطن.
وكان من المفترض أن ينضم فريق بفالو بيزونز إلى الدوري الأمريكي الجديد حيث أُبلغ رئيسه فرانكلين بتاريخ 29 يناير 1901 أن «فريق بفالو ضمن الدوري ولا داعي للقلق» ثم قام بان جونسون بإسقاط هذا الفريق بلا مقدمات ونقل الامتياز إلى بوسطن. وظهر بعد ذلك أن دوره لم يقتصر على التفاوض خفية مع مسئولي بوسطن لعدة شهور، بل تبين أيضًا أنه أنفق أموالاً في سبيل ذلك.[بحاجة لمصدر] وكان له نسبة كبيرة من الأسهم في نادي واشنطن ظل محتفظًا بها حتى 1903.

## براعته في البيسبول
وقع الدوري الوطني في أخطاء فادحة عندما قيد الأجور بحد أقصى 2400 دولار - وهو مبلغ ضئيل حتى بمعايير عام 1901. وما كان من جونسون وكوميسكي وباقي مالكي الدوري الأمريكي إلا أن هاجموا أعضاء الدوري الوطني ووعدوا اللاعبين المستائين بمضاعفة أجورهم. وفي عام 1901، استطاع فريق ساينت لويس براونز بمفرده استقدام جيس بيركت (Jesse Burkett) وبوبي والاس (Bobby Wallace) الذين انضموا لاحقًا إلى قاعة المشاهير. وانتهى الأمر «بانتقال» أكثر من 100 لاعب إلى الدوري الناشئ. وبعد عامين من الصراع تفوق فيهما الدوري الأمريكي على الدوري الوطني في نسب حضور الجماهير، سعى مسئولو الدوري المحلي إلي تحقيق الوفاق. وبموجب اتفاق وطني جديد، حصل الدوري الأمريكي على إقرار بأنه ثاني أكبر دوري في البلاد. وتكونت لجنة وطنية مكونة من ثلاثة أعضاء هم رئيسا الدوري الوطني والدوري الأمريكي وجاري هيرمان (Garry Herrmann) مالك فريق ريدز. ورغم ترشيح هيرمان لرئاسة اللجنة، سرعان ما بسط جونسون نفوذه عليها.
لم يأبه جونسون للانتقادات الموجهة إليه، وصعب الأمور على الأشخاص غير المرغوب فيهم للاستثمار في ذلك الدوري. على سبيل المثال، عندما اشترى هاري فرازي (Harry Frazee) فريق بوسطن ريد سوكس في 1917، حاول جونسون إبعاده تماما لأن فرازي لا يحظى بقبول عنده. وفي مرحلة من حياة جونسون، كان له أسهم في فريقي كيفلاند وواشنطن.

## التدهور
كان الخلاف مع فرازي هو البذرة الأولى لسقوط جونسون. وفي النهاية، انقسم الدوري إلى قسمين، أحدهما يضم فرق ريد سوكس ووايت سوكس ونيويورك يانكيز (والذي يُعرف باسم «الثوريون») بينما ضم القسم الآخر خمس فرق هي (إنديانز وفيلادلفيا أثليتكس وسانت لويس براونز وديترويت تايجرز وواشنطن سيناتورز والذين أطلق عليهم اسم «الموالون الخمسة»). وفي هذا الوقت، كان كوميسكي قد تحول إلى عدو لدود لجونسون، وانتهت الصداقة التي كانت وطيدة في الماضي. وتدهورت سلطة جونسون إلى حد بعيد في ذلك العام عندما قام ريد سوكس ببيع كارل مايز (Carl Mays) إلى فريق اليانكيز في تحد صارخ لقرار جونسون الذي يقضي بإيقافه بعد تعديه على النادي. وأحال فريق يانكيس الأمر إلى القضاء وحصل على حكم بالسماح لمايز باللعب، حيث أقر جونسون في مرافعته أن أمواله المستثمرة في فريق كليفلاند إنديانز حالت بينه وبين الموضوعية في اتخاذ القرارات.
وكان آخر مسمار في نعش جونسون هو فضيحة بلاك سوكس. لم يعر جونسون أي اهتمام لمزاعم كوميسكي التي تشير إلى أن الأوضاع في ناديه وايت سوكس مشكوك فيها بسبب المقامرين. ومع ذلك، عندما افتضح الأمر بعد موسم 1920، هددت فرق وايت سوكس وريد سوكس ويانكيز بالانسحاب من الدوري الأمريكي والانضمام إلى دوري وطني جديد مكون من اثني عشر فريقًا. وكان من المقرر أن يضم هذا الدوري المكبر فريقًا جديدًا في ديترويت لا علاقة له بفريق تايجرز المملوك لـ فرانك نافين (Frank Navin) أحد الموالين لجونسون. ومع ذلك، لم يكن نافين مستعدًا لخوض حرب أخرى وأقنع النوادي الخمسة الأخرى بالموافقة على تعيين لجنة وطنية أخرى لا تضم أيًا من مسئولي البيسبول. واختير كينسو ماونتين لانديس (Kenesaw Mountain Landis) القاضي بالمحكمة الإقليمية الاتحادية رئيسًا لهذه اللجنة. ومع ذلك اشترط لانديس لقبول منصب مفوض البيسبول أن تكون له صلاحيات غير محدودة في إدارة اللعبة. وكان الملاك لا يزالون يترنحون من تدهور سمعة البيسبول بسبب فضيحة بلاك سوكس فوافقوا فورًا على مطالب لانديس.
وفي ظل هذه الظروف، كان لا بد من نشوب صدام بين جونسون ذي الإرادة الحديدية ولانديس العنيد، وكان ذلك قبل بطولة العالم سنة 1924. منع لانديس اثنين من فريق نيويورك جيانتس من المشاركة في هذه البطولة لمحاولة رشوة أعضاء فيلادلفيا فيليز في أواخر الموسم الرياضي. بعد تورط فرانكي فريش (Frankie Frisch) واثنين آخرين من نجوم جيانتس وكان المنقذ الوحيد لهم هو لانديس، طالب جونسون بإلغاء البطولة. وانتقد جونسون لانديس علانية لتدخله في هذا الشأن، وهدد لانديس بتقديم استقالته إذا لم يقف أصحاب الدوري الأمريكي لجونسون. وبعد البطولة، وعد ملاك الدوري الأمريكي بفصل جونسون إذا تجاوز حدوده مجددًا.. وظل جونسون ملتزما لمدة سنتين حتى امتد التعاقد معه إلى 1935 وارتفع مرتبه إلى 40000 دولار (بعد أن كان يتقاضى 25000 دولار).
ومع ذلك وفي 1926، انتقد جونسون لانديس لعفوه عن تي كوب (Ty Cobb) وتريس سبيكر (Tris Speaker) بعد أن ظهر بالدليل القاطع أنهما تورطا في مباراة غير نظيفة عام 1919. وخيّر لانديس مالكي الدوري الأمريكي بينه وبين جونسون. وكان ملاك الدوري الأمريكي مستعدين لتنحية جونسون من منصبه في اجتماعهم السنوي في يناير 1927. إلا أن جونسون لم يكن بصحة جيدة حينها، لذا قرر الملاك منحه إجازة مفتوحة. وحاول جونسون العودة في فصل الربيع وتعامل كأن شيئًا لم يكن. وبالرغم من ذلك، زادت الأوضاع سوءًا واضطر جونسون إلى تقديم استقالته في نهاية الموسم الرياضي. وحل محله إيرنست بارنارد (Ernest Barnard) الذي شغل منصب المدير العام لفريق إنديانز لفترة طويلة.

## تراثه
توفي جونسون عن عمر يناهز 67 عامًا في سانت لويس، ميسوري. واختير عضوًا في قاعة مشاهير البيسبول في 1937 كأحد مؤسسي ميثاقها. وقد سُمي ملعب ألعاب القوى في كلية ماريتا باسمه تكريمًا له. وآوى إلى مثواه الأخير في مقبرة ريفرسايد في سبنسر، إنديانا. وعبر ويل هاريدج - الذي جاء خلفًا لجونسون في رئاسة الدوري الأمريكي في 1931 - عن مآثره بقوله: كان جونسون أكثر من عرفته اللعبة ذكاءً وتألقًا. وإليه يرجع الفضل الأول في تحويل البيسبول إلى لعبة قومية مقارنة بمن سبقوه في تاريخ اللعبة".

## وصلات خارجية
- بان جونسون على موقع جمعية أبحاث البيسبول الأمريكية (الإنجليزية)
- بان جونسون على موقع قاعة مشاهير كرة القاعدة (الإنجليزية)

- بان جونسون at the Baseball Hall of Fame
- [<a href="http://www.baseballlibrary.com/baseballlibrary/ballplayers/J/Johnson_Ban.stm">http://www.baseballlibrary.com/baseballlibrary/ballplayers/J/Johnson_Ban.stm</a> BaseballLibrary] - biography and career highlights
- [<a href="http://www.findagrave.com/cgi-bin/fg.cgi?page=gr&GRid=1578">http://www.findagrave.com/cgi-bin/fg.cgi?page=gr&GRid=1578</a> Photo of gravesite]

قالب:AL Presidents
قالب:1937 Baseball HOF
قالب:Baseball Hall of Fame executives
قالب:Minnesota Twins owners